# 九江大橋
九江大橋是一座橫跨中國西江的橋樑，位於廣東省佛山市南海區九江鎮與江門市鶴山市沙坪街道傑洲村之間，全長1682米。主橋全長1370米，引橋長320米，橋面寬16米。大橋採用塔、樑、墩固結體系，塔高80米（自橋面起）。大橋屬 325国道和 240国道一部份，是亞太區第一座大跨徑獨塔雙面索預應力混凝土斜拉橋。

## 歷史
大橋於1985年9月28日開建，1988年6月21日正式建成通車，由廣東省公路勘察規劃設計院負責設計，曾於1990年獲得國家科技進步二等奬，1991年獲得國家優秀設計銅奬。2007年6月15日被运沙船撞击坍塌，至2009年6月10日修复通车。

## 重大事故
- 2007年6月15日九江大桥垮塌事故，4輛汽車墜江，9人身亡。原因一說為橋墩因設計方案偷工減料倒塌，一說為船撞橋墩。[2][3][4]

- 2024年4月22日九江大橋防撞墩受船舶擦碰[5]。23日凌晨，佛山市應急管理局公布船上共11名船員，7人生還，4人失蹤[6]，經初步調查系由於洪水導致船員操作失當[7]。23日18時，九江大橋恢復正常通行[8]。